# Graflex

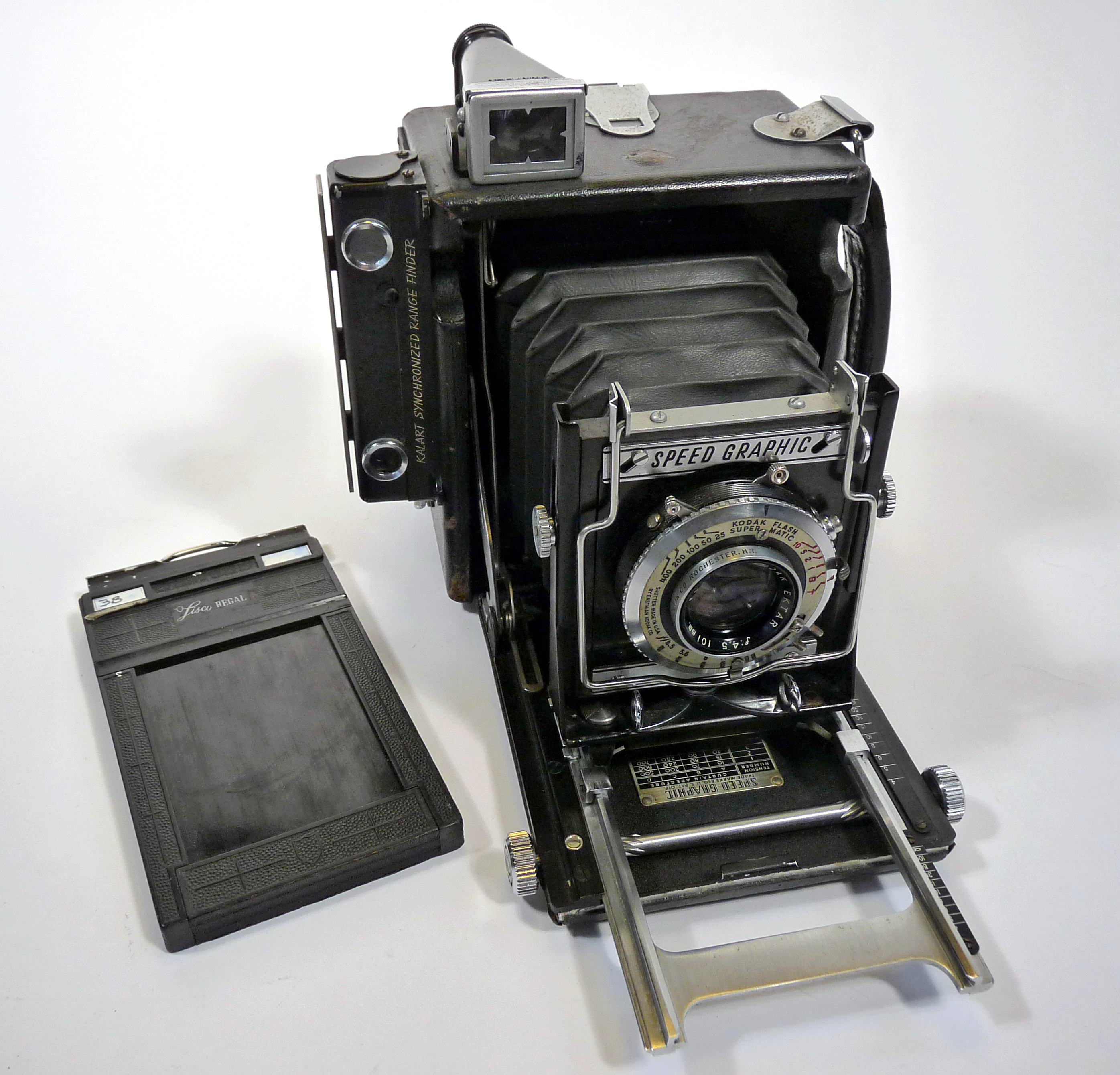
Graflex Speed Graphic aus den 1940er Jahren

Super D

Die Graflex ist eine Großformat-Fotokamera, die in ihrer ersten Fassung 1901 von der Folmer & Schwing Manufacturing Company aus New York mit einem hölzernen Gehäuse gebaut wurde. Fotografen schätzten sie auf Grund ihrer Unverwüstlichkeit, ihrer schnellen Verschlusszeiten und in den späteren Fassungen wegen ihrer vielfältigen Einsatzmöglichkeiten, da sie sowohl Planfilm als auch 35-mm-Rollfilm einsetzen konnten.

## Geschichte
Bereits 1905 kaufte Kodak den Hersteller auf und betrieb ihn weiter als eigenständige Abteilung Folmer & Schwing Division. Von diesem Zeitpunkt an produzierte man dort eine limitierte Auflage der aufwendigen Kameras. 1926 wurde die Firma wieder von Kodak unabhängig und nannte sich nun Folmer Graflex Corporation. In der zweiten Hälfte der 1920er Jahre galt der Hersteller als das „non plus ultra“ bei den Großformatkameras, v. a. die Speed Graphic, eine Laufbodenkamera mit an Entfernungseinstellung und Sucherparallaxenkorrektur gekuppeltem Messsucher, war in den USA noch bis in die 1950er-Jahre Inbegriff der Pressekamera.
Doch die Kompaktkameras wurden spätestens in den 1940er-Jahren auch im professionellen Bereich eine ernsthafte Konkurrenz für den Kleinserienhersteller. Trotz ihrer Größe nahmen sie selbst Kriegsfotografen wie Damien Parer und George Silk mit an ihren Einsatzort in Ägypten und in Neuguinea, wo sie jedoch bald die Vorteile der flexibleren Contax zu schätzen wussten.
1948–58 baute man mit der Graflex Super D (Großformat 4×5") nochmal eine traditionelle Reportage-Spiegelreflexkamera, die zugleich die erste mit halbautomatischer Blende war – das Patent lief aus, bevor solche Mechanik in modernen Spiegelreflexkameras Standard wurde, um Fokussieren bei offener Blende zu erleichtern. Das Standardobjektiv dieser Kamera war ein Kodak Anastigmat F4.5, das ausgetauscht werden konnte. In dieser Version konnten in entsprechenden Halterungen der bereits erwähnte Rollfilm, einzelne Negativstreifen, Planfilm, moderne „Packs“ oder die alten Glasplatten in das drehbare Rückteil eingesetzt werden. 25 verschiedene Belichtungszeiten waren möglich, wobei die schnellste Verschlusszeit 1/1000 Sekunde war. Die Bildschärfe der Aufnahmen wird auch heute noch von Sammlern geschätzt. Die kleinere Version (3¼×4¼") wurde sogar von 1941–63 gebaut.
Das Unternehmen entwickelte oder übernahm eine ganze Reihe weiterer Kameramodelle, bevor es im Jahr 1973 Konkurs anmelden musste.
Die letzte Neuentwicklung war die XL, die als Pressekamera gedacht war und in ihrem Konzept stark der Mamiya Universal ähnelte. Es gab drei Modelle, mit und ohne Messsucher und als Weitwinkelvariante. Acht Objektive von Carl Zeiss und Schneider wurden angeboten.
Nach dem Konkurs kaufte der japanische Hersteller Toyo (heute Toyo View) die Werkzeuge der Graflex Speed und bot diese von 1979 bis 1985 unter der Bezeichnung Graphic Speed an.

## Trivia
- Der Regisseur Stanley Kubrick begann seine Laufbahn als Jugendlicher mit einer Graflex, einem Geschenk seines Vaters.[3]
- 1977 kam der Graflex 3-Zellen-Blitz zu einer besonderen Berühmtheit. Er fiel, umfunktioniert zu einem Lichtschwert, in die Hände von Luke Skywalker im Film Star Wars Eine neue Hoffnung von George Lucas. Dort entwickelte sich das Lichtschwert zu einer Ikone für die Star Wars Reihe. Im Sequel Das Imperium schlägt zurück verlor Luke das Lichtschwert. Dieses tauchte dann aber 2015 bei der mittlerweile 7. Episode Das Erwachen der Macht wieder auf. Dieses Mal fiel es in die Hände von Rey.